# Папирус возничих
«Папи́рус возни́чих» (англ. Charioteer Papyrus) — папирусный фрагмент, содержащий иллюстрацию к неотождествлённому литературному произведению. Хранится в Лондоне в Обществе исследований Египта (инвентарный номер и шифр P. Ant. s. n. = MP³ 2916)

## Содержание
Папирус обнаружен на раскопках в руинах античного Антинополя британской экспедицией Джона Джонсона в 1914 году; мусорная куча, в которой он был найден, содержит документы IV—VI веков. Судя по анализу материала и остаткам текста (следы нескольких букв), изначально иллюстрация была помещена не в свитке, а в кодексе форматом примерно 22—25 × 30—33 см. Буквы гипотетически унциальные коптского типа, но точная идентификация почерка невозможна.
По стилистическим особенностям датируется приблизительно V веком. В отличие от немногих сохранившихся иллюстрированных папирусов, данный экземпляр не содержит текста. Сохранившееся изображение включает фигуры шести возничих в одеждах белого, синего, зелёного и красного цвета (от шестой фигуры остались незначительные следы). Помимо фигур, на изображении имеется аркада; видимо, действие происходит в цирке. По-видимому, сначала был создан штриховой рисунок, который затем был искусно раскрашен. По одной из гипотез, сюжет изображения может иметь отношение к похоронам Патрокла или играм, приуроченных в их честь.